# Pabellón Anaitasuna
El Pabellón Anaitasuna es una instalación polideportiva situada en la ciudad navarra de Pamplona (España).
Fue inaugurado en 1971 y su aforo es de 3000 espectadores.
Su propietaria es la Sociedad Cultural Deportivo Recreativa Anaitasuna, que compite en la liga ASOBAL de balonmano, deporte en el que el pabellón es conocido como "la Catedral".
En 1979 albergó la final de la Copa del Rey de Baloncesto.También ha sido sede del Campeonato de España de Conjuntos de Gimnasia Rítmica o el Campeonato de España de Karate, además de acoger numerosos actos culturales, políticos y musicales, como por ejemplo los conciertos de artistas nacionales como internacionales.
También es el escenario en el que disputa sus encuentros el Xota Fútbol Sala de la Liga Nacional de Fútbol Sala.